# Воля-Ласька
Воля-Ласька (пол. Wola Łaska) — село в Польщі, у гміні Ласьк Ласького повіту Лодзинського воєводства.
Населення — 472 особи (2011).
У 1975-1998 роках село належало до Серадзького воєводства.

## Демографія
Демографічна структура станом на 31 березня 2011 року:
|          | Загалом | Допрацездатний вік | Працездатний вік | Постпрацездатний вік |
| -------- | ------- | ------------------ | ---------------- | -------------------- |
| Чоловіки | 241     | 51                 | 175              | 15                   |
| Жінки    | 231     | 51                 | 145              | 35                   |
| Разом    | 472     | 102                | 320              | 50                   |